# Parlamentsvalet i Irak 2010
Parlamentsvalet i Irak 2010 var det andra folkvalet till den irakiska nationalförsamlingen sedan 2005 års författning antogs och det första efter USA:s militära tillbakadragande från Iraks storstäder den 30 juni 2009. De 325 ledamöterna av Iraks parlament utsågs i valet, parlamentet utser därefter Iraks president och Iraks premiärminister.
Valet ägde rum den 7 mars 2010, föregånget av en våg av terrorvåld med vägbomber och självmordsattentat. Av Iraks cirka 30 miljoner invånare var cirka 18 miljoner registrerade som röstberättigade, därtill tillkom ca 1,4 miljoner exilirakier i 16 länder. 200 000 valobservatörer har deltagit i en FN-ledd utbildning.

## Valresultat
Enligt valkommissionen fick Iraklistan 91 av de 325 platserna i parlamentet mot 89 för Rättsstaten.
Tredje störst blev Iraks nationella allians med 70 mandat.
Kurdistanska alliansen, bestående av de två största partierna i den självstyrande kurdiska regionen, fick 43 mandat.